# 新橋洞
新橋洞（シンギョどう、シンギョドン）は、ソウル特別市鐘路区にある法定洞である。行政洞の清雲孝子洞の管轄。北には清雲洞、東には宮井洞・孝子洞、南と西には玉仁洞と接している。

## 洞名の由来
新橋という地名は、実際に橋があったことに由来する。宣禧宮の東である現在の70番地の近くに「新橋」があり、1830年（純祖30）から1864年（高宗1）に架設されたと推定される。

## 歴史
朝鮮初期に漢城府北部順化坊、1751年（英祖27）に漢城府北部順化坊司宰監契に属したし、1894年（高宗31）、甲午改革の当時行政区域の改編により漢城府北署順化坊上牌契新橋となった。1910年、京城府北署順化坊新橋になった後、1914年、行政区域統廃合により新橋の一部が新橋洞になった。
1936年4月、洞名が日本式地名に変更されて新橋町になり、1943年4月、区制の実施で鐘路区新橋町になった。1946年、大日本帝国の残滓清算の一環として町が洞に変わる際、新橋洞になった。

## 名所
教育機関は特殊学校であるソウル盲学校（1989年4月設立）、ソウル宣喜学校（1913年4月設立）などがある。文化財は宣禧宮此（史跡32）があるが、宣禧宮が廃止された後に済生院として使っていて、現在はソウル宣喜学校になった。